# Jean-Jacques Gosso
Jean-Jacques Gosso (ur. 15 marca 1983 w Abidżanie) – piłkarz z Wybrzeża Kości Słoniowej występujący na pozycji defensywnego pomocnika.